# Pastel QAnon
„Pastel QAnon” je skup tehnika i strategija koje koriste „nježnu” i ženstvenu estetiku – ponajviše pastelne boje – kako bi privukle žene u teoriju urote QAnona, koristeći popularne društvene mreže poput Instagrama, Facebooka, Telegrama i YouTubea.
Influenceri Pastel QAnona na društvenim mrežama usredotočuju se na aspekte teorije urote koji se apeliraju na majčinske instinkte, poput sprječavanja seksualnog zlostavljanja djece i trgovine djecom u svrhu seksualnog iskorištavanja, te koriste emotivan i prijazan rječnik. Popularan je među influencerima koji se bave wellnessom, jogom i New Ageom.
Izraz „Pastel QAnon” skovao je Marc-André Argentino, istraživač na Sveučilištu Concordia u Kanadi.